# Jiao Liuyang
Dans ce nom chinois, le nom de famille, Jiao, précède le nom personnel.
Jiao Liuyang (chinois simplifié : 焦刘洋 ; chinois traditionnel : 焦劉洋 ; pinyin : Jiāo Liúyáng, née le 6 août 1991 à Harbin en Heilongjiang en Chine) est une nageuse chinoise.

## Biographie
Elle participe aux Jeux olympiques d'été de 2008 et finit deuxième au 200 m papillon en 2 min 4 s 72, derrière sa compatriote Liu Zige, victorieuse en 2 min 4 s 18. Les deux nageuses sont en dessous du record de l'Australienne Jessicah Schipper (2 min 5 s 40).
Avant les Jeux olympiques, Liuyang participe aux championnats du monde 2007 à Melbourne, où elle finit quatrième au 200 m papillon (2 min 7 s 22).

## Accomplissements majeurs
- Championnats nationaux de 2005 - 2e 200 m papillon (2 min 10 s 31)
- Championnats d'Asie 2006 - 1re 200 m papillon (2 min 8 s 54)
- Jeux olympiques 2008 - 2e 200 m papillon (2 min 4 s 72)
- Championnats du monde 2009 - 1re relais 4 × 100 m quatre nages - 3e 100 m papillon (56 s 86)
- Championnats d'Asie 2009 - 1re 50 m papillon, 1re 100 m papillon, 2e 200 m papillon
- Championnats du monde 2011 - 1re 200 m papillon - 2e relais 4 × 100 m quatre nages
- Jeux olympiques 2012 - 1re 200 m papillon (2 min 4 s 06)[1]

## Records personnels
- 50 m papillon : 26 s 04 record d'Asie, de Chine (11 avril 2009)[2]
- 100 m papillon : 57 s 16 record d'Asie, de Chine (10 avril 2009)[2]